# Municipio de Osborne (Minnesota)
El municipio de Osborne (en inglés: Osborne Township) es un municipio ubicado en el condado de Pipestone en el estado estadounidense de Minnesota. En el año 2010 tenía una población de 286 habitantes y una densidad poblacional de 3,17 personas por km².

## Geografía
El municipio de Osborne se encuentra ubicado en las coordenadas 43°53′47″N 96°7′42″O / 43.89639, -96.12833. Según la Oficina del Censo de los Estados Unidos, el municipio tiene una superficie total de 90.31 km², de la cual 90,03 km² corresponden a tierra firme y (0,31 %) 0,28 km² es agua.

## Demografía
Según el censo de 2010, había 286 personas residiendo en el municipio de Osborne. La densidad de población era de 3,17 hab./km². De los 286 habitantes, el municipio de Osborne estaba compuesto por el 97,2 % blancos, el 1,4 % eran amerindios y el 1,4 % eran de una mezcla de razas. Del total de la población el 1,75 % eran hispanos o latinos de cualquier raza.